# Czeslaw Kozon
Czeslaw Kozon (Idestrup, 17 novembre 1951) è un vescovo cattolico danese, dal 7 maggio 1995 vescovo cattolico di Copenaghen.

## Biografia
Czeslaw Kozon è nato a Idestrup sull'isola di Falster, contea di Maribo (oggi regione della Selandia) e vicariato apostolico di Copenaghen (oggi diocesi), nella parte sud-orientale del Regno di Danimarca; la sua famiglia era composta da suo padre e sua madre, originari della Polonia ed emigrati in terra danese durante la persecuzione comunista, e da suo fratello minore, che è stato giornalista a Copenaghen e nella Selandia settentrionale.

### Formazione e ministero sacerdotale
È cresciuto nel piccolo villaggio di Grænge, sull'isola di Lolland, e ha compiuto gli studi primari nella vicina cittadina di Toreby, iniziando poi gli studi secondari presso la Katedralskole di Nykøbing Falster, dove ha ottenuto il diploma nel 1971. Sentendo maturare la vocazione al sacerdozio, si è trasferito a Roma, in Italia, dove ha frequentato la Pontificia Università Gregoriana e la Pontificia Università Lateranense per la formazione in filosofia e teologia, terminando il percorso dopo aver conseguito la laurea nel 1977.
Al suo ritorno in Danimarca, ha ricevuto l'ordinazione sacerdotale il 6 gennaio 1979, nella cattedrale di Sant'Ansgario a Copenaghen, per imposizione delle mani di Hans Ludvig Martensen, S.I., vescovo di Copenaghen; si è incardinato, ventisettenne, come presbitero della medesima diocesi. Poco dopo l'ordinazione ha iniziato il ministero pastorale servendo brevemente come vicario parrocchiale nella cattedrale, venendo poi assegnato lo stesso anno come vicario nella parrocchia di Santa Maria ad Aalborg, dove è rimasto fino al 1984, anno in cui è stato trasferito come vicario nella parrocchia di Sant'Andrea a Ordrup per un quinquennio. Nel 1989 è divenuto parroco della parrocchia di Santa Teresa a Hellerup e nel 1994 è stato scelto come vicario generale della diocesi, incarichi svolti fino alla promozione all'episcopato.

### Ministero episcopale
Il 22 marzo 1995 papa Giovanni Paolo II lo ha nominato, quarantatreenne, vescovo di Copenaghen; è succeduto al sessantasettenne Hans Ludvig Martensen, S.I., dimissionario per motivi di salute. Ha ricevuto la consacrazione episcopale il 7 maggio 1995, nella cattedrale di Sant'Ansgario a Copenaghen, per imposizione delle mani del suo predecessore, assistito dai co-consacranti Paul Verschuren, S.C.I., vescovo di Helsinki, ed Edward Eugeniusz Samsel, vescovo titolare di Montecorvino e ausiliare di Ełk; ha preso possesso della diocesi durante la stessa cerimonia. Come suo motto episcopale ha scelto Veritatem in caritate, che tradotto vuol dire "Verità in amore" (Efesini 4, 15).
Il 4 aprile 2003 si è recato in Vaticano, assieme agli altri membri dell'episcopato scandinavo, per la visita ad limina apostolorum, allo scopo di discutere con il pontefice della situazione e dei problemi relativi alla sua diocesi.
Nel 2005, è stato eletto primo vicepresidente della Conferenza episcopale della Scandinavia (C.E.S.), che riunisce tutti i vescovi della Danimarca, della Norvegia, della Svezia, della Finlandia e dell'Islanda.
Dopo la pubblicazione del motu proprio Summorum Pontificum di papa Benedetto XVI il 7 luglio 2007, è stato uno dei vescovi che ha celebrato la Messa tridentina.

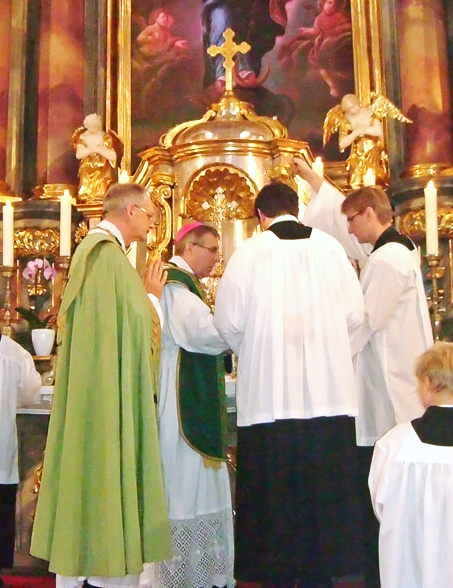
Mons. Kozon, con accanto mons. Norbert Weis, celebra una messa secondo il rito tridentino il 29 luglio 2012

Il 22 marzo 2010 ha compiuto una seconda visita ad limina.

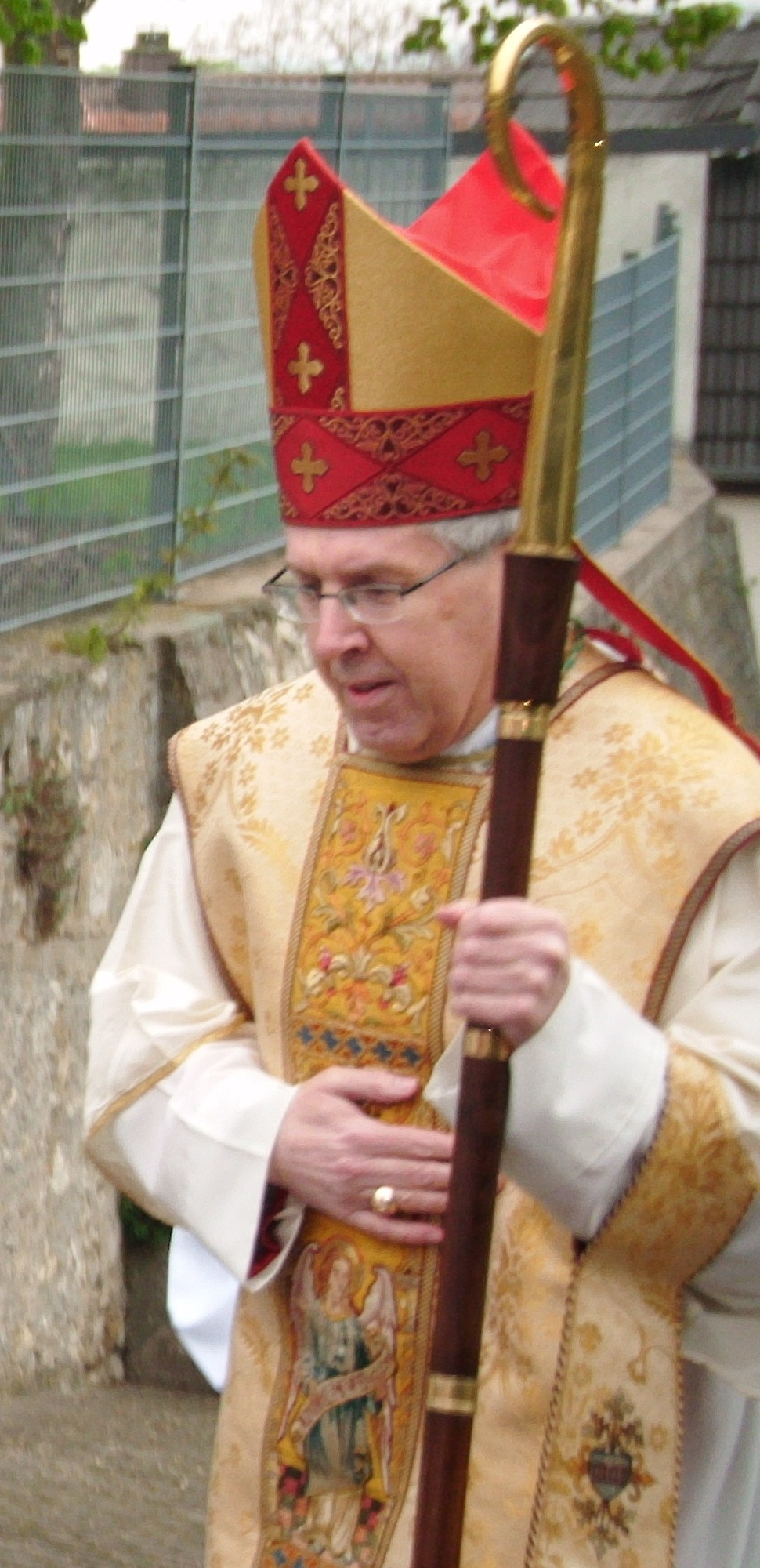
Mons. Kozon nel 2013

Il 24 luglio 2015 papa Francesco ha ratificato la sua elezione da parte della C.E.S. come sostituto per prendere parte alla XIV assemblea generale ordinaria del Sinodo dei vescovi, svoltasi nella Città del Vaticano dal 4 al 25 ottobre successivi, con tema La vocazione e la missione della famiglia nella Chiesa e nel mondo contemporaneo. Intanto il 9 settembre dello stesso anno è stato eletto presidente della stessa Conferenza episcopale della Scandinavia; è succeduto ad Anders Arborelius, O.C.D., vescovo di Stoccolma, che ha preso il posto di vicepresidente.
Il 7 settembre 2015 è stato anche investito dell'Ordine equestre del Santo Sepolcro di Gerusalemme dal cardinale Edwin Frederick O'Brien, gran maestro dell'ordine, e dal vescovo Arborelius, gran priore della luogotenenza svedese dell'ordine. Immediatamente è stata istituita una luogotenenza indipendente dell'Ordine in Danimarca, che nel 2016 è stata fusa con quella svedese. Il cardinale O'Brien lo ha nominato gran priore della luogotenenza per la Svezia e la Danimarca durante una cerimonia svoltasi nella cattedrale di Sant'Ansgario a Copenaghen l'11 febbraio 2017.
Il 4 marzo 2016 è stato eletto, insieme a Rimantas Norvila, vescovo di Vilkaviškis, vicepresidente della Commissione delle conferenze episcopali della Comunità Europea (C.O.M.E.C.E.); ha condiviso l'incarico anche con i vicepresidenti eletti il 22 marzo 2012, Jean Kockerols, vescovo titolare di Ypres e ausiliare di Malines Bruxelles, e Gianni Ambrosio, vescovo di Piacenza-Bobbio. Hanno terminato tutti il proprio mandato l'8 marzo 2018.
Il 16 maggio 2017 è stato ricevuto in udienza dal papa insieme agli altri vertici della C.O.M.E.C.E. e ha compiuto una terza visita ad limina il 7 luglio 2018.

## Genealogia episcopale
La genealogia episcopale è:
- Cardinale Scipione Rebiba
- Cardinale Giulio Antonio Santori
- Cardinale Girolamo Bernerio, O.P.
- Arcivescovo Galeazzo Sanvitale
- Cardinale Ludovico Ludovisi
- Cardinale Luigi Caetani
- Cardinale Ulderico Carpegna
- Cardinale Paluzzo Paluzzi Altieri degli Albertoni
- Papa Benedetto XIII
- Papa Benedetto XIV
- Papa Clemente XIII
- Cardinale Marcantonio Colonna
- Cardinale Giacinto Sigismondo Gerdil, B.
- Cardinale Giulio Maria della Somaglia
- Cardinale Carlo Odescalchi, S.I.
- Cardinale Costantino Patrizi Naro
- Cardinale Serafino Vannutelli
- Cardinale Domenico Serafini, Cong. Subl. O.S.B.
- Cardinale Pietro Fumasoni Biondi
- Vescovo Johannes Theodor Suhr, O.S.B.
- Vescovo Hans Ludvig Martensen, S.I.
- Vescovo Czeslaw Kozon